# Lazar Zalkind
Lazar Borissovitch Zalkind ou Salkind (en russe : Лазарь Борисович Залкинд) est un économiste, un compositeur de problèmes d'échecs et un compositeur d'études d'échecs russe puis soviétique né à Kharkov le 2 janvier 1886 et mort le 25 juin 1945 à Komsomolsk-sur-l'Amour.

## Biographie
Lazar Zalkind devient en 1927 président de l'Association des compositeurs d'Union soviétique. Accusé par Nikolaï Krylenko, président de la Section intersyndicale des échecs, de cosmopolitisme, arrêté en août 1930, condamné à l'internement en camp de travail, il y mourra en 1945.
Il a composé environ 125 études et 375 problèmes.

## Une étude de Lazar Zalkind
|   | a | b | c | d | e | f | g | h |   |
| 8 | Pion noir sur case noire e7 · Pion noir sur case blanche f7 · Pion noir sur case blanche a6 · Pion blanc sur case blanche c6 · Pion noir sur case noire f6 · Pion blanc sur case blanche a4 · Pion blanc sur case blanche c4 · Tour blanche sur case noire f4 · Roi blanc sur case noire a3 · Roi noir sur case noire c3 · Tour noire sur case blanche d3 · Pion blanc sur case blanche f3 · Pion blanc sur case blanche a2 | Pion noir sur case noire e7 · Pion noir sur case blanche f7 · Pion noir sur case blanche a6 · Pion blanc sur case blanche c6 · Pion noir sur case noire f6 · Pion blanc sur case blanche a4 · Pion blanc sur case blanche c4 · Tour blanche sur case noire f4 · Roi blanc sur case noire a3 · Roi noir sur case noire c3 · Tour noire sur case blanche d3 · Pion blanc sur case blanche f3 · Pion blanc sur case blanche a2 | Pion noir sur case noire e7 · Pion noir sur case blanche f7 · Pion noir sur case blanche a6 · Pion blanc sur case blanche c6 · Pion noir sur case noire f6 · Pion blanc sur case blanche a4 · Pion blanc sur case blanche c4 · Tour blanche sur case noire f4 · Roi blanc sur case noire a3 · Roi noir sur case noire c3 · Tour noire sur case blanche d3 · Pion blanc sur case blanche f3 · Pion blanc sur case blanche a2 | Pion noir sur case noire e7 · Pion noir sur case blanche f7 · Pion noir sur case blanche a6 · Pion blanc sur case blanche c6 · Pion noir sur case noire f6 · Pion blanc sur case blanche a4 · Pion blanc sur case blanche c4 · Tour blanche sur case noire f4 · Roi blanc sur case noire a3 · Roi noir sur case noire c3 · Tour noire sur case blanche d3 · Pion blanc sur case blanche f3 · Pion blanc sur case blanche a2 | Pion noir sur case noire e7 · Pion noir sur case blanche f7 · Pion noir sur case blanche a6 · Pion blanc sur case blanche c6 · Pion noir sur case noire f6 · Pion blanc sur case blanche a4 · Pion blanc sur case blanche c4 · Tour blanche sur case noire f4 · Roi blanc sur case noire a3 · Roi noir sur case noire c3 · Tour noire sur case blanche d3 · Pion blanc sur case blanche f3 · Pion blanc sur case blanche a2 | Pion noir sur case noire e7 · Pion noir sur case blanche f7 · Pion noir sur case blanche a6 · Pion blanc sur case blanche c6 · Pion noir sur case noire f6 · Pion blanc sur case blanche a4 · Pion blanc sur case blanche c4 · Tour blanche sur case noire f4 · Roi blanc sur case noire a3 · Roi noir sur case noire c3 · Tour noire sur case blanche d3 · Pion blanc sur case blanche f3 · Pion blanc sur case blanche a2 | Pion noir sur case noire e7 · Pion noir sur case blanche f7 · Pion noir sur case blanche a6 · Pion blanc sur case blanche c6 · Pion noir sur case noire f6 · Pion blanc sur case blanche a4 · Pion blanc sur case blanche c4 · Tour blanche sur case noire f4 · Roi blanc sur case noire a3 · Roi noir sur case noire c3 · Tour noire sur case blanche d3 · Pion blanc sur case blanche f3 · Pion blanc sur case blanche a2 | Pion noir sur case noire e7 · Pion noir sur case blanche f7 · Pion noir sur case blanche a6 · Pion blanc sur case blanche c6 · Pion noir sur case noire f6 · Pion blanc sur case blanche a4 · Pion blanc sur case blanche c4 · Tour blanche sur case noire f4 · Roi blanc sur case noire a3 · Roi noir sur case noire c3 · Tour noire sur case blanche d3 · Pion blanc sur case blanche f3 · Pion blanc sur case blanche a2 | 8 |
| 7 | Pion noir sur case noire e7 · Pion noir sur case blanche f7 · Pion noir sur case blanche a6 · Pion blanc sur case blanche c6 · Pion noir sur case noire f6 · Pion blanc sur case blanche a4 · Pion blanc sur case blanche c4 · Tour blanche sur case noire f4 · Roi blanc sur case noire a3 · Roi noir sur case noire c3 · Tour noire sur case blanche d3 · Pion blanc sur case blanche f3 · Pion blanc sur case blanche a2 | Pion noir sur case noire e7 · Pion noir sur case blanche f7 · Pion noir sur case blanche a6 · Pion blanc sur case blanche c6 · Pion noir sur case noire f6 · Pion blanc sur case blanche a4 · Pion blanc sur case blanche c4 · Tour blanche sur case noire f4 · Roi blanc sur case noire a3 · Roi noir sur case noire c3 · Tour noire sur case blanche d3 · Pion blanc sur case blanche f3 · Pion blanc sur case blanche a2 | Pion noir sur case noire e7 · Pion noir sur case blanche f7 · Pion noir sur case blanche a6 · Pion blanc sur case blanche c6 · Pion noir sur case noire f6 · Pion blanc sur case blanche a4 · Pion blanc sur case blanche c4 · Tour blanche sur case noire f4 · Roi blanc sur case noire a3 · Roi noir sur case noire c3 · Tour noire sur case blanche d3 · Pion blanc sur case blanche f3 · Pion blanc sur case blanche a2 | Pion noir sur case noire e7 · Pion noir sur case blanche f7 · Pion noir sur case blanche a6 · Pion blanc sur case blanche c6 · Pion noir sur case noire f6 · Pion blanc sur case blanche a4 · Pion blanc sur case blanche c4 · Tour blanche sur case noire f4 · Roi blanc sur case noire a3 · Roi noir sur case noire c3 · Tour noire sur case blanche d3 · Pion blanc sur case blanche f3 · Pion blanc sur case blanche a2 | Pion noir sur case noire e7 · Pion noir sur case blanche f7 · Pion noir sur case blanche a6 · Pion blanc sur case blanche c6 · Pion noir sur case noire f6 · Pion blanc sur case blanche a4 · Pion blanc sur case blanche c4 · Tour blanche sur case noire f4 · Roi blanc sur case noire a3 · Roi noir sur case noire c3 · Tour noire sur case blanche d3 · Pion blanc sur case blanche f3 · Pion blanc sur case blanche a2 | Pion noir sur case noire e7 · Pion noir sur case blanche f7 · Pion noir sur case blanche a6 · Pion blanc sur case blanche c6 · Pion noir sur case noire f6 · Pion blanc sur case blanche a4 · Pion blanc sur case blanche c4 · Tour blanche sur case noire f4 · Roi blanc sur case noire a3 · Roi noir sur case noire c3 · Tour noire sur case blanche d3 · Pion blanc sur case blanche f3 · Pion blanc sur case blanche a2 | Pion noir sur case noire e7 · Pion noir sur case blanche f7 · Pion noir sur case blanche a6 · Pion blanc sur case blanche c6 · Pion noir sur case noire f6 · Pion blanc sur case blanche a4 · Pion blanc sur case blanche c4 · Tour blanche sur case noire f4 · Roi blanc sur case noire a3 · Roi noir sur case noire c3 · Tour noire sur case blanche d3 · Pion blanc sur case blanche f3 · Pion blanc sur case blanche a2 | Pion noir sur case noire e7 · Pion noir sur case blanche f7 · Pion noir sur case blanche a6 · Pion blanc sur case blanche c6 · Pion noir sur case noire f6 · Pion blanc sur case blanche a4 · Pion blanc sur case blanche c4 · Tour blanche sur case noire f4 · Roi blanc sur case noire a3 · Roi noir sur case noire c3 · Tour noire sur case blanche d3 · Pion blanc sur case blanche f3 · Pion blanc sur case blanche a2 | 7 |
| 6 | Pion noir sur case noire e7 · Pion noir sur case blanche f7 · Pion noir sur case blanche a6 · Pion blanc sur case blanche c6 · Pion noir sur case noire f6 · Pion blanc sur case blanche a4 · Pion blanc sur case blanche c4 · Tour blanche sur case noire f4 · Roi blanc sur case noire a3 · Roi noir sur case noire c3 · Tour noire sur case blanche d3 · Pion blanc sur case blanche f3 · Pion blanc sur case blanche a2 | Pion noir sur case noire e7 · Pion noir sur case blanche f7 · Pion noir sur case blanche a6 · Pion blanc sur case blanche c6 · Pion noir sur case noire f6 · Pion blanc sur case blanche a4 · Pion blanc sur case blanche c4 · Tour blanche sur case noire f4 · Roi blanc sur case noire a3 · Roi noir sur case noire c3 · Tour noire sur case blanche d3 · Pion blanc sur case blanche f3 · Pion blanc sur case blanche a2 | Pion noir sur case noire e7 · Pion noir sur case blanche f7 · Pion noir sur case blanche a6 · Pion blanc sur case blanche c6 · Pion noir sur case noire f6 · Pion blanc sur case blanche a4 · Pion blanc sur case blanche c4 · Tour blanche sur case noire f4 · Roi blanc sur case noire a3 · Roi noir sur case noire c3 · Tour noire sur case blanche d3 · Pion blanc sur case blanche f3 · Pion blanc sur case blanche a2 | Pion noir sur case noire e7 · Pion noir sur case blanche f7 · Pion noir sur case blanche a6 · Pion blanc sur case blanche c6 · Pion noir sur case noire f6 · Pion blanc sur case blanche a4 · Pion blanc sur case blanche c4 · Tour blanche sur case noire f4 · Roi blanc sur case noire a3 · Roi noir sur case noire c3 · Tour noire sur case blanche d3 · Pion blanc sur case blanche f3 · Pion blanc sur case blanche a2 | Pion noir sur case noire e7 · Pion noir sur case blanche f7 · Pion noir sur case blanche a6 · Pion blanc sur case blanche c6 · Pion noir sur case noire f6 · Pion blanc sur case blanche a4 · Pion blanc sur case blanche c4 · Tour blanche sur case noire f4 · Roi blanc sur case noire a3 · Roi noir sur case noire c3 · Tour noire sur case blanche d3 · Pion blanc sur case blanche f3 · Pion blanc sur case blanche a2 | Pion noir sur case noire e7 · Pion noir sur case blanche f7 · Pion noir sur case blanche a6 · Pion blanc sur case blanche c6 · Pion noir sur case noire f6 · Pion blanc sur case blanche a4 · Pion blanc sur case blanche c4 · Tour blanche sur case noire f4 · Roi blanc sur case noire a3 · Roi noir sur case noire c3 · Tour noire sur case blanche d3 · Pion blanc sur case blanche f3 · Pion blanc sur case blanche a2 | Pion noir sur case noire e7 · Pion noir sur case blanche f7 · Pion noir sur case blanche a6 · Pion blanc sur case blanche c6 · Pion noir sur case noire f6 · Pion blanc sur case blanche a4 · Pion blanc sur case blanche c4 · Tour blanche sur case noire f4 · Roi blanc sur case noire a3 · Roi noir sur case noire c3 · Tour noire sur case blanche d3 · Pion blanc sur case blanche f3 · Pion blanc sur case blanche a2 | Pion noir sur case noire e7 · Pion noir sur case blanche f7 · Pion noir sur case blanche a6 · Pion blanc sur case blanche c6 · Pion noir sur case noire f6 · Pion blanc sur case blanche a4 · Pion blanc sur case blanche c4 · Tour blanche sur case noire f4 · Roi blanc sur case noire a3 · Roi noir sur case noire c3 · Tour noire sur case blanche d3 · Pion blanc sur case blanche f3 · Pion blanc sur case blanche a2 | 6 |
| 5 | Pion noir sur case noire e7 · Pion noir sur case blanche f7 · Pion noir sur case blanche a6 · Pion blanc sur case blanche c6 · Pion noir sur case noire f6 · Pion blanc sur case blanche a4 · Pion blanc sur case blanche c4 · Tour blanche sur case noire f4 · Roi blanc sur case noire a3 · Roi noir sur case noire c3 · Tour noire sur case blanche d3 · Pion blanc sur case blanche f3 · Pion blanc sur case blanche a2 | Pion noir sur case noire e7 · Pion noir sur case blanche f7 · Pion noir sur case blanche a6 · Pion blanc sur case blanche c6 · Pion noir sur case noire f6 · Pion blanc sur case blanche a4 · Pion blanc sur case blanche c4 · Tour blanche sur case noire f4 · Roi blanc sur case noire a3 · Roi noir sur case noire c3 · Tour noire sur case blanche d3 · Pion blanc sur case blanche f3 · Pion blanc sur case blanche a2 | Pion noir sur case noire e7 · Pion noir sur case blanche f7 · Pion noir sur case blanche a6 · Pion blanc sur case blanche c6 · Pion noir sur case noire f6 · Pion blanc sur case blanche a4 · Pion blanc sur case blanche c4 · Tour blanche sur case noire f4 · Roi blanc sur case noire a3 · Roi noir sur case noire c3 · Tour noire sur case blanche d3 · Pion blanc sur case blanche f3 · Pion blanc sur case blanche a2 | Pion noir sur case noire e7 · Pion noir sur case blanche f7 · Pion noir sur case blanche a6 · Pion blanc sur case blanche c6 · Pion noir sur case noire f6 · Pion blanc sur case blanche a4 · Pion blanc sur case blanche c4 · Tour blanche sur case noire f4 · Roi blanc sur case noire a3 · Roi noir sur case noire c3 · Tour noire sur case blanche d3 · Pion blanc sur case blanche f3 · Pion blanc sur case blanche a2 | Pion noir sur case noire e7 · Pion noir sur case blanche f7 · Pion noir sur case blanche a6 · Pion blanc sur case blanche c6 · Pion noir sur case noire f6 · Pion blanc sur case blanche a4 · Pion blanc sur case blanche c4 · Tour blanche sur case noire f4 · Roi blanc sur case noire a3 · Roi noir sur case noire c3 · Tour noire sur case blanche d3 · Pion blanc sur case blanche f3 · Pion blanc sur case blanche a2 | Pion noir sur case noire e7 · Pion noir sur case blanche f7 · Pion noir sur case blanche a6 · Pion blanc sur case blanche c6 · Pion noir sur case noire f6 · Pion blanc sur case blanche a4 · Pion blanc sur case blanche c4 · Tour blanche sur case noire f4 · Roi blanc sur case noire a3 · Roi noir sur case noire c3 · Tour noire sur case blanche d3 · Pion blanc sur case blanche f3 · Pion blanc sur case blanche a2 | Pion noir sur case noire e7 · Pion noir sur case blanche f7 · Pion noir sur case blanche a6 · Pion blanc sur case blanche c6 · Pion noir sur case noire f6 · Pion blanc sur case blanche a4 · Pion blanc sur case blanche c4 · Tour blanche sur case noire f4 · Roi blanc sur case noire a3 · Roi noir sur case noire c3 · Tour noire sur case blanche d3 · Pion blanc sur case blanche f3 · Pion blanc sur case blanche a2 | Pion noir sur case noire e7 · Pion noir sur case blanche f7 · Pion noir sur case blanche a6 · Pion blanc sur case blanche c6 · Pion noir sur case noire f6 · Pion blanc sur case blanche a4 · Pion blanc sur case blanche c4 · Tour blanche sur case noire f4 · Roi blanc sur case noire a3 · Roi noir sur case noire c3 · Tour noire sur case blanche d3 · Pion blanc sur case blanche f3 · Pion blanc sur case blanche a2 | 5 |
| 4 | Pion noir sur case noire e7 · Pion noir sur case blanche f7 · Pion noir sur case blanche a6 · Pion blanc sur case blanche c6 · Pion noir sur case noire f6 · Pion blanc sur case blanche a4 · Pion blanc sur case blanche c4 · Tour blanche sur case noire f4 · Roi blanc sur case noire a3 · Roi noir sur case noire c3 · Tour noire sur case blanche d3 · Pion blanc sur case blanche f3 · Pion blanc sur case blanche a2 | Pion noir sur case noire e7 · Pion noir sur case blanche f7 · Pion noir sur case blanche a6 · Pion blanc sur case blanche c6 · Pion noir sur case noire f6 · Pion blanc sur case blanche a4 · Pion blanc sur case blanche c4 · Tour blanche sur case noire f4 · Roi blanc sur case noire a3 · Roi noir sur case noire c3 · Tour noire sur case blanche d3 · Pion blanc sur case blanche f3 · Pion blanc sur case blanche a2 | Pion noir sur case noire e7 · Pion noir sur case blanche f7 · Pion noir sur case blanche a6 · Pion blanc sur case blanche c6 · Pion noir sur case noire f6 · Pion blanc sur case blanche a4 · Pion blanc sur case blanche c4 · Tour blanche sur case noire f4 · Roi blanc sur case noire a3 · Roi noir sur case noire c3 · Tour noire sur case blanche d3 · Pion blanc sur case blanche f3 · Pion blanc sur case blanche a2 | Pion noir sur case noire e7 · Pion noir sur case blanche f7 · Pion noir sur case blanche a6 · Pion blanc sur case blanche c6 · Pion noir sur case noire f6 · Pion blanc sur case blanche a4 · Pion blanc sur case blanche c4 · Tour blanche sur case noire f4 · Roi blanc sur case noire a3 · Roi noir sur case noire c3 · Tour noire sur case blanche d3 · Pion blanc sur case blanche f3 · Pion blanc sur case blanche a2 | Pion noir sur case noire e7 · Pion noir sur case blanche f7 · Pion noir sur case blanche a6 · Pion blanc sur case blanche c6 · Pion noir sur case noire f6 · Pion blanc sur case blanche a4 · Pion blanc sur case blanche c4 · Tour blanche sur case noire f4 · Roi blanc sur case noire a3 · Roi noir sur case noire c3 · Tour noire sur case blanche d3 · Pion blanc sur case blanche f3 · Pion blanc sur case blanche a2 | Pion noir sur case noire e7 · Pion noir sur case blanche f7 · Pion noir sur case blanche a6 · Pion blanc sur case blanche c6 · Pion noir sur case noire f6 · Pion blanc sur case blanche a4 · Pion blanc sur case blanche c4 · Tour blanche sur case noire f4 · Roi blanc sur case noire a3 · Roi noir sur case noire c3 · Tour noire sur case blanche d3 · Pion blanc sur case blanche f3 · Pion blanc sur case blanche a2 | Pion noir sur case noire e7 · Pion noir sur case blanche f7 · Pion noir sur case blanche a6 · Pion blanc sur case blanche c6 · Pion noir sur case noire f6 · Pion blanc sur case blanche a4 · Pion blanc sur case blanche c4 · Tour blanche sur case noire f4 · Roi blanc sur case noire a3 · Roi noir sur case noire c3 · Tour noire sur case blanche d3 · Pion blanc sur case blanche f3 · Pion blanc sur case blanche a2 | Pion noir sur case noire e7 · Pion noir sur case blanche f7 · Pion noir sur case blanche a6 · Pion blanc sur case blanche c6 · Pion noir sur case noire f6 · Pion blanc sur case blanche a4 · Pion blanc sur case blanche c4 · Tour blanche sur case noire f4 · Roi blanc sur case noire a3 · Roi noir sur case noire c3 · Tour noire sur case blanche d3 · Pion blanc sur case blanche f3 · Pion blanc sur case blanche a2 | 4 |
| 3 | Pion noir sur case noire e7 · Pion noir sur case blanche f7 · Pion noir sur case blanche a6 · Pion blanc sur case blanche c6 · Pion noir sur case noire f6 · Pion blanc sur case blanche a4 · Pion blanc sur case blanche c4 · Tour blanche sur case noire f4 · Roi blanc sur case noire a3 · Roi noir sur case noire c3 · Tour noire sur case blanche d3 · Pion blanc sur case blanche f3 · Pion blanc sur case blanche a2 | Pion noir sur case noire e7 · Pion noir sur case blanche f7 · Pion noir sur case blanche a6 · Pion blanc sur case blanche c6 · Pion noir sur case noire f6 · Pion blanc sur case blanche a4 · Pion blanc sur case blanche c4 · Tour blanche sur case noire f4 · Roi blanc sur case noire a3 · Roi noir sur case noire c3 · Tour noire sur case blanche d3 · Pion blanc sur case blanche f3 · Pion blanc sur case blanche a2 | Pion noir sur case noire e7 · Pion noir sur case blanche f7 · Pion noir sur case blanche a6 · Pion blanc sur case blanche c6 · Pion noir sur case noire f6 · Pion blanc sur case blanche a4 · Pion blanc sur case blanche c4 · Tour blanche sur case noire f4 · Roi blanc sur case noire a3 · Roi noir sur case noire c3 · Tour noire sur case blanche d3 · Pion blanc sur case blanche f3 · Pion blanc sur case blanche a2 | Pion noir sur case noire e7 · Pion noir sur case blanche f7 · Pion noir sur case blanche a6 · Pion blanc sur case blanche c6 · Pion noir sur case noire f6 · Pion blanc sur case blanche a4 · Pion blanc sur case blanche c4 · Tour blanche sur case noire f4 · Roi blanc sur case noire a3 · Roi noir sur case noire c3 · Tour noire sur case blanche d3 · Pion blanc sur case blanche f3 · Pion blanc sur case blanche a2 | Pion noir sur case noire e7 · Pion noir sur case blanche f7 · Pion noir sur case blanche a6 · Pion blanc sur case blanche c6 · Pion noir sur case noire f6 · Pion blanc sur case blanche a4 · Pion blanc sur case blanche c4 · Tour blanche sur case noire f4 · Roi blanc sur case noire a3 · Roi noir sur case noire c3 · Tour noire sur case blanche d3 · Pion blanc sur case blanche f3 · Pion blanc sur case blanche a2 | Pion noir sur case noire e7 · Pion noir sur case blanche f7 · Pion noir sur case blanche a6 · Pion blanc sur case blanche c6 · Pion noir sur case noire f6 · Pion blanc sur case blanche a4 · Pion blanc sur case blanche c4 · Tour blanche sur case noire f4 · Roi blanc sur case noire a3 · Roi noir sur case noire c3 · Tour noire sur case blanche d3 · Pion blanc sur case blanche f3 · Pion blanc sur case blanche a2 | Pion noir sur case noire e7 · Pion noir sur case blanche f7 · Pion noir sur case blanche a6 · Pion blanc sur case blanche c6 · Pion noir sur case noire f6 · Pion blanc sur case blanche a4 · Pion blanc sur case blanche c4 · Tour blanche sur case noire f4 · Roi blanc sur case noire a3 · Roi noir sur case noire c3 · Tour noire sur case blanche d3 · Pion blanc sur case blanche f3 · Pion blanc sur case blanche a2 | Pion noir sur case noire e7 · Pion noir sur case blanche f7 · Pion noir sur case blanche a6 · Pion blanc sur case blanche c6 · Pion noir sur case noire f6 · Pion blanc sur case blanche a4 · Pion blanc sur case blanche c4 · Tour blanche sur case noire f4 · Roi blanc sur case noire a3 · Roi noir sur case noire c3 · Tour noire sur case blanche d3 · Pion blanc sur case blanche f3 · Pion blanc sur case blanche a2 | 3 |
| 2 | Pion noir sur case noire e7 · Pion noir sur case blanche f7 · Pion noir sur case blanche a6 · Pion blanc sur case blanche c6 · Pion noir sur case noire f6 · Pion blanc sur case blanche a4 · Pion blanc sur case blanche c4 · Tour blanche sur case noire f4 · Roi blanc sur case noire a3 · Roi noir sur case noire c3 · Tour noire sur case blanche d3 · Pion blanc sur case blanche f3 · Pion blanc sur case blanche a2 | Pion noir sur case noire e7 · Pion noir sur case blanche f7 · Pion noir sur case blanche a6 · Pion blanc sur case blanche c6 · Pion noir sur case noire f6 · Pion blanc sur case blanche a4 · Pion blanc sur case blanche c4 · Tour blanche sur case noire f4 · Roi blanc sur case noire a3 · Roi noir sur case noire c3 · Tour noire sur case blanche d3 · Pion blanc sur case blanche f3 · Pion blanc sur case blanche a2 | Pion noir sur case noire e7 · Pion noir sur case blanche f7 · Pion noir sur case blanche a6 · Pion blanc sur case blanche c6 · Pion noir sur case noire f6 · Pion blanc sur case blanche a4 · Pion blanc sur case blanche c4 · Tour blanche sur case noire f4 · Roi blanc sur case noire a3 · Roi noir sur case noire c3 · Tour noire sur case blanche d3 · Pion blanc sur case blanche f3 · Pion blanc sur case blanche a2 | Pion noir sur case noire e7 · Pion noir sur case blanche f7 · Pion noir sur case blanche a6 · Pion blanc sur case blanche c6 · Pion noir sur case noire f6 · Pion blanc sur case blanche a4 · Pion blanc sur case blanche c4 · Tour blanche sur case noire f4 · Roi blanc sur case noire a3 · Roi noir sur case noire c3 · Tour noire sur case blanche d3 · Pion blanc sur case blanche f3 · Pion blanc sur case blanche a2 | Pion noir sur case noire e7 · Pion noir sur case blanche f7 · Pion noir sur case blanche a6 · Pion blanc sur case blanche c6 · Pion noir sur case noire f6 · Pion blanc sur case blanche a4 · Pion blanc sur case blanche c4 · Tour blanche sur case noire f4 · Roi blanc sur case noire a3 · Roi noir sur case noire c3 · Tour noire sur case blanche d3 · Pion blanc sur case blanche f3 · Pion blanc sur case blanche a2 | Pion noir sur case noire e7 · Pion noir sur case blanche f7 · Pion noir sur case blanche a6 · Pion blanc sur case blanche c6 · Pion noir sur case noire f6 · Pion blanc sur case blanche a4 · Pion blanc sur case blanche c4 · Tour blanche sur case noire f4 · Roi blanc sur case noire a3 · Roi noir sur case noire c3 · Tour noire sur case blanche d3 · Pion blanc sur case blanche f3 · Pion blanc sur case blanche a2 | Pion noir sur case noire e7 · Pion noir sur case blanche f7 · Pion noir sur case blanche a6 · Pion blanc sur case blanche c6 · Pion noir sur case noire f6 · Pion blanc sur case blanche a4 · Pion blanc sur case blanche c4 · Tour blanche sur case noire f4 · Roi blanc sur case noire a3 · Roi noir sur case noire c3 · Tour noire sur case blanche d3 · Pion blanc sur case blanche f3 · Pion blanc sur case blanche a2 | Pion noir sur case noire e7 · Pion noir sur case blanche f7 · Pion noir sur case blanche a6 · Pion blanc sur case blanche c6 · Pion noir sur case noire f6 · Pion blanc sur case blanche a4 · Pion blanc sur case blanche c4 · Tour blanche sur case noire f4 · Roi blanc sur case noire a3 · Roi noir sur case noire c3 · Tour noire sur case blanche d3 · Pion blanc sur case blanche f3 · Pion blanc sur case blanche a2 | 2 |
| 1 | Pion noir sur case noire e7 · Pion noir sur case blanche f7 · Pion noir sur case blanche a6 · Pion blanc sur case blanche c6 · Pion noir sur case noire f6 · Pion blanc sur case blanche a4 · Pion blanc sur case blanche c4 · Tour blanche sur case noire f4 · Roi blanc sur case noire a3 · Roi noir sur case noire c3 · Tour noire sur case blanche d3 · Pion blanc sur case blanche f3 · Pion blanc sur case blanche a2 | Pion noir sur case noire e7 · Pion noir sur case blanche f7 · Pion noir sur case blanche a6 · Pion blanc sur case blanche c6 · Pion noir sur case noire f6 · Pion blanc sur case blanche a4 · Pion blanc sur case blanche c4 · Tour blanche sur case noire f4 · Roi blanc sur case noire a3 · Roi noir sur case noire c3 · Tour noire sur case blanche d3 · Pion blanc sur case blanche f3 · Pion blanc sur case blanche a2 | Pion noir sur case noire e7 · Pion noir sur case blanche f7 · Pion noir sur case blanche a6 · Pion blanc sur case blanche c6 · Pion noir sur case noire f6 · Pion blanc sur case blanche a4 · Pion blanc sur case blanche c4 · Tour blanche sur case noire f4 · Roi blanc sur case noire a3 · Roi noir sur case noire c3 · Tour noire sur case blanche d3 · Pion blanc sur case blanche f3 · Pion blanc sur case blanche a2 | Pion noir sur case noire e7 · Pion noir sur case blanche f7 · Pion noir sur case blanche a6 · Pion blanc sur case blanche c6 · Pion noir sur case noire f6 · Pion blanc sur case blanche a4 · Pion blanc sur case blanche c4 · Tour blanche sur case noire f4 · Roi blanc sur case noire a3 · Roi noir sur case noire c3 · Tour noire sur case blanche d3 · Pion blanc sur case blanche f3 · Pion blanc sur case blanche a2 | Pion noir sur case noire e7 · Pion noir sur case blanche f7 · Pion noir sur case blanche a6 · Pion blanc sur case blanche c6 · Pion noir sur case noire f6 · Pion blanc sur case blanche a4 · Pion blanc sur case blanche c4 · Tour blanche sur case noire f4 · Roi blanc sur case noire a3 · Roi noir sur case noire c3 · Tour noire sur case blanche d3 · Pion blanc sur case blanche f3 · Pion blanc sur case blanche a2 | Pion noir sur case noire e7 · Pion noir sur case blanche f7 · Pion noir sur case blanche a6 · Pion blanc sur case blanche c6 · Pion noir sur case noire f6 · Pion blanc sur case blanche a4 · Pion blanc sur case blanche c4 · Tour blanche sur case noire f4 · Roi blanc sur case noire a3 · Roi noir sur case noire c3 · Tour noire sur case blanche d3 · Pion blanc sur case blanche f3 · Pion blanc sur case blanche a2 | Pion noir sur case noire e7 · Pion noir sur case blanche f7 · Pion noir sur case blanche a6 · Pion blanc sur case blanche c6 · Pion noir sur case noire f6 · Pion blanc sur case blanche a4 · Pion blanc sur case blanche c4 · Tour blanche sur case noire f4 · Roi blanc sur case noire a3 · Roi noir sur case noire c3 · Tour noire sur case blanche d3 · Pion blanc sur case blanche f3 · Pion blanc sur case blanche a2 | Pion noir sur case noire e7 · Pion noir sur case blanche f7 · Pion noir sur case blanche a6 · Pion blanc sur case blanche c6 · Pion noir sur case noire f6 · Pion blanc sur case blanche a4 · Pion blanc sur case blanche c4 · Tour blanche sur case noire f4 · Roi blanc sur case noire a3 · Roi noir sur case noire c3 · Tour noire sur case blanche d3 · Pion blanc sur case blanche f3 · Pion blanc sur case blanche a2 | 1 |
|   | a | b | c | d | e | f | g | h |   |

Solution 
1 c7 ; a5
2 Td4 ; Txf3
3 Tf4 ; Tg3
4 Tg4 ; Th3
5 Th4 ; Tg3
6 Th3 ; Txh3
7 c8=D ; Td3
8 Df5 ; Kc2+
9 Dxd3+ ; Kxd3
10 c5